# Кирил Георгієв
Кирил Димитров Георгієв (болг. Кирил Димитров Георгиев; 28 листопада 1965, Петрич) — болгарський шахіст, гросмейстер від 1985 року і шестиразовий чемпіон Болгарії.
Уперше Кіріл Георгієв привернув увагу шахового світу, коли 1983 року став чемпіоном світу серед юніорів з незвично сильним результатом 11½ із 13. Цей результат автоматично приніс йому звання міжнародного майстра. Два роки по тому ФІДЕ надала йому звання гросмейстера.
Після того, як Георгієв здобув звання чемпіона Болгарії 1984 (поділ), 1986 і 1989 років, від здобув визнання як найсильніший гравець Болгарії, перейнявши його від Івана Радулова і згодом передавши Веселину Топалову. Неодноразово представляв свою країну на шахових олімпіадах на першій або другій шахівниці. 2002 року виступав за команду Македонії, поки тимчасово проживав там.
Виступи Георгієва на міжнародних змаганнях вражають, особливо беручи до уваги, що він ніколи не перетинав позначку супергросмейстерів (2700 або вище пунктів рейтингу Ело). Здобув перемоги у Сараєво 1986, Сан-Бернардіно 1988, Еленіте (Бургас) 1992 (попереду Івана Соколова, Веселина Топалова, Йосипа Дорфмана, Юрія Разуваєва і Васіліоса Котроніаса), зональному турнірі в Будапешті 1993 (попереду Юдіт Полгар і Любомира Фтачника). Повторив свій успіх у Еленіте в 1995 році (разом з Топаловим, попереду Найджела Шорта, Бориса Гулька і Сергія Долматова), а також виграв турнір у Белграді 2000 (попереду Олександра Бєлявського і Ульфа Андерссона).
Починаючи з 2000 року успіхи Георгієва не менш вражають. Перемога в Сараєво 2001 (його перша перемога на турнірі 16 категорії — попереду Веселина Топалова, Іллі Сміріна, Олексія Дрєєва та Івана Соколова) і 1-ше місце в Бад-Верісгофені 2002. На Гібралтарі 2005 поділив 1-ше місце (з Левоном Ароняном, Захаром Єфименком, Олексієм Шировим і Емілем Сутовським), а також став одноосібним переможцем 2006 року (попереду Найджела Шорта, Еміля Сутовського, Олексія Широва, Валодимира Акопяна і Віорела Бологана), набравши 8½/10 очок. Того самого року також уперше виборов бронзову нагороду чемпіонату Європи в особистому заліку (позаду Зденко Кожула і Василя Іванчука). На Аерофлот опен у Москві лише на пів-очка відстав від переможця.
Завдяки цім успіхам його рейтинг Ело значно виріс упродовж 2005 і 2006 років, досягнувши позначки 2680 у липні 2006 року, що відповідало 26-му місцю в рейтинг листі ФІДЕ.
Також Георгієв брав участь у циклах відбору до чемпіонату світу. 1990 року кваліфікувався на міжзональний турнір у Манілі й посів там досить непогане 14-те місце із 64 учасників, перевершивши очікування й поступившись лише Олексію Дрєєву. 1997 року в Гронінгені програв у четвертому раунді Люкові Ван Велі. 2009 року на 19-му турнірі в Памплоні поділив 1-4-те місце з Георгом Маєром, Хуліо Грандою і Віктором Лазнічкою. 2010 року посів 3-тє місце на World Chess Open у Леоні. 2011 року виграв 29-й Андорра опен.
2009 року встановив світовий рекорд з кількості партій у сеансі одночасної гри: 360 партій за трохи більш як 14 годин. Виграв 280, звів унічию 74 і програв 6 партій з загальним результатом 88 %. Для того, щоб рекорд зареєстрували, потрібно було набрати 80 %. У серпні 2009 року цей рекорд побив іранський гросмейстер Мортеза Магджуб.
Знову виграв чемпіонат Болгарії впродовж трьох років підряд 2013, 2014 і 2015.

## Зміни рейтингу
| На цьому місці має відображатися графік чи діаграма, однак з технічних причин його відображення наразі вимкнено. Будь ласка, не видаляйте код, який викликає це повідомлення. Розробники вже працюють для того, щоби відновити штатне функціонування цього графіка або діаграми. | |
| | На цьому місці має відображатися графік чи діаграма, однак з технічних причин його відображення наразі вимкнено. Будь ласка, не видаляйте код, який викликає це повідомлення. Розробники вже працюють для того, щоби відновити штатне функціонування цього графіка або діаграми. |